# Fady Habr
Fady Habr, est un homme politique libanais du parti Kataeb.

## Biographie
Il est élu député à la chambre des députés (Liban) à Aley lors des élections législatives libanaises de 2009 grâce à l'appui du parti druze de Walid Joumblatt.